# オランダ要塞都市の一覧
オランダ要塞都市の一覧（オランダようさいとしのいちらん）は、オランダで中世から存在する軍事施設である要塞を築いている都市一覧。一部は要塞のゲートや運河など要塞都市の名残があるが、多くの都市では19世紀に解体されている。
要塞都市は、以下の州で記録されている。

## フローニンゲン州
- アッピンゲダム
- バート・ニューエスカンス（オランダ語版）
- ブールタング（オランダ語版）
- デルフザイル
- フローニンゲン
- アウデスカンス
- ウィンスホーテン
- ザイトカンプ（オランダ語版）

## フリースラント州
- ボルスヴァルト（オランダ語版）
- ドックム（オランダ語版）
- フラネケル
- ハーリンゲン
- レーワルデン
- スローテン（英語版）
- スネーク
- スタフォーレン（オランダ語版）

## ドレンテ州
- クーフォルデン（オランダ語版）

## オーファーアイセル州
- アルメロ
- カンペン
- デルデン
- デーフェンテル
- ディーペンハイム（オランダ語版）
- エンスヘデ
- ゲーネマイデン（オランダ語版）
- ホール（オランダ語版）
- ハルデンベルフ
- ハッセルト
- フォレンホーフェ（オランダ語版）
- ズワールトスライス（オランダ語版）
- ズヴォレ

## ヘルダーラント州
- アルンヘム
- アスペレン（オランダ語版）
- バーテンブルフ（オランダ語版）
- ボルクロー（オランダ語版）
- ブレデフォールド（オランダ語版）
- ブロンコスト
- ネイバーズ
- キューレムボルフ
- ドースブルフ
- ドゥーティンヘム
- アイベルゲン（オランダ語版）
- エルブルフ（オランダ語版）
- フルーンロ
- ハルデルウェイク
- ハッテム（オランダ語版）
- ス＝ヘーレンベルグ（オランダ語版）
- フーケルム（オランダ語版）
- ハイッセン
- ロッヘム
- リヒテンフォールデ（オランダ語版）
- ナイメーヘン
- テルボルフ
- ティール
- ワーゲニンゲン
- ザールトボンメル
- ゼーフェナール
- ジュトフェン

## ユトレヒト州
- アメルスフォールト
- ブンスホーテン（オランダ語版）
- アイセルスタイン (IJsselstein)
- ニューウェルスラウス（要塞村）
- アウデワーテル
- レーネン
- ユトレヒト
- フィアネン
- ヴァイク・バイ・ドゥールステーデ
- ウールデン

## 北ホラント州
- アルクマール
- アムステルダム
- デン・ハーグ （テクセル）
- ダマン
- エダム
- エンクハウゼン
- ハーレム
- ホールン
- メーデンブリック
- モニッケンダム（オランダ語版）
- マウデン
- ナールデン
- プルムレンド
- ウェースプ

## 南ホラント州
- ブリーレ
- デルフト
- ドルドレヒト
- ゲールヴリート（オランダ語版）
- グーデレーデ（オランダ語版）
- ゴーリンケム
- グーダ
- ス＝グラーヴェンザンデ
- ヘレフートスライス （権限のない海軍要塞町）
- レールダム（オランダ語版）
- リード
- ニューポート
- ロッテルダム
- スヒーダム
- スホーンホーフェン

## ゼーラント州
- アールデンブルフ（オランダ語版）
- アルネマイデン Arnemuiden
- アクセル
- ビールヴリート Biervliet
- ブラウウェルスハーフェン (Brouwershaven)
- フォートバース
- フス
- ホリー
- エイゼンデイケ (IJzendijke)
- ミデルブルフ
- オーストブルフ (Oostburg)
- フィリピーネ（英語版）
- ライメルスワール（オランダ語版） - 16世紀、数回の洪水により崩壊
- レトランヘメント (Retranchement)
- SASファンゲント
- セントマールテンスダイク
- スロイス
- テルヌーゼン
- トレーン島
- フェーレ
- フラッシング
- ジーリックジー

## 北ブラバント州
- ベルヘン・オプ・ゾーム
- ブレダ
- アイントホーフェン
- ヘールトラウデンベルフ (Geertruidenberg)
- グレイブ (Grave)
- ヘルモント
- セルトーヘンボス
- フースデン
- クランデルト (Klundert)
- オス (オランダ)#Megen
- オッス
- アウデンボス（オランダ語版）
- オス (オランダ)#Ravenstein (ラーフェンシュタイン
- ステーンベルヘン
- ウィレムスタット
- ヴァウドリッヘム (Woudrichem)
- ゼーフェンベルヘン

## リンブルフ州 (オランダ)
- アルセン
- エヒト
- ヘネプ
- マーストリヒト
- モントフォート（英語版）
- ネーリートーアー（オランダ語版）
- ニーウスタト（オランダ語版）
- ルールモント
- シタルト
- ステーフェンスウェールト（オランダ語版）
- スステレン
- ソーン（英語版）
- ファルケンブルフ
- フェンロー
- ウェールト
- ウェッセン（オランダ語版）